# Rhaphuma gilvitarsis
Rhaphuma gilvitarsis là một loài bọ cánh cứng trong họ Cerambycidae.